# Tymoteusz
Tymoteusz ist ein polnischer männlicher Vorname.

## Herkunft und Bedeutung
Der Name stammt aus dem Griechischen: altgriechisch: Τιμόθεος, von τιμάω (timáo), „schätzen, ehren“, und θεός (theós), „Gott“. Er bedeutet zu Deutsch so viel wie „der Gott ehrt“ oder „Fürchtegott“.

## Bekannte Namensträger
- Tymoteusz Puchacz (* 1999), polnischer Fußballspieler
- Tymoteusz Szretter (1901–1962), polnischer orthodoxer Theologe, Priester, Bischof und Metropolit der Polnisch-Orthodoxen Kirche für Warschau und ganz Polen
- Tymoteusz Zimny (* 1998), polnischer Sprinter